# Fjelie
Fjelie is een plaats in de gemeente Lomma in het landschap Skåne en de provincie Skåne län in Zweden. De plaats heeft 134 inwoners (2005) en een oppervlakte van 13 hectare. Fjelie wordt voornamelijk omringd door akkers en de bebouwing in de plaats bestaat voornamelijk uit vrijstaande huizen. De stad Lund ligt zo'n vijf kilometer ten oosten van het dorp.
Lomma · Bjärred · Flädie · Fjelie · Alnarp